# Aliens (Comic)
Aliens ist der übergeordnete Titel für eine Reihe von Comicserien, die erstmals 1988 beim US-amerikanischen Verlag Dark Horse Comics erschien. Die Reihe basiert auf dem Hollywood Filmfranchise Alien von 20th Century Fox. Die Comic-Geschichten von wechselnden Autoren und Zeichnern führen teilweise die Handlung der Originalfilme fort, meist handelt es sich jedoch um eigenständige Geschichten. 

## Liste aller Aliens Comics von Dark Horse
- Aliens Series 1 (1988, alternative Titel: Aliens Book One, Outbreak)
- Aliens Series 2 (1989, alternative Titel: Aliens Book Two, Nightmare Asylum)
- Earth War (1990, alternativer Titel: Female War)
- Genocide (1991)
- Hive (1992)
- Newt's Tale (1992)
- Colonial Marines (1993)
- Rogue (1993)
- Sacrifice (1993)
- Labyrinth (1993)
- Salvation (1993)
- Music of the Spears (1994)
- Stronghold (1994)
- Earth Angel (1994)
- Berserker (1995)
- Mondo Pest (1995)
- Mondo Heat (1996)
- Lovesick (1996)
- Pig (1997)
- Havoc (1997)
- Purge (1997)
- Alchemy (1997)
- Kidnapped (1997)
- Survival (1998)
- Glass Corridor (1998)
- Stalker (1998)
- Wraith (1998)
- Apocalypse The destroying Angels (1999)
- Xenogenesis (1999)
- Aliens (2009) (alternativer Titel: Aliens More Than Human)

Die meisten dieser Serien sind in der Reihe Aliens Omnibus Volume 1–6 (ebenfalls Dark Horse) in gesammelter Form neu erschienen. Die drei ersten Serien, welche eine zusammenhängende Geschichte erzählen, sind ebenfalls in Buchform vom Autor Steve Perry erschienen.

## Liste aller deutschsprachigen Veröffentlichungen
Einige der Aliens Comics von Dark Horse sind unter anderem Namen auch bei deutschen Verlagen erschienen. Dazu zählen Hethke, Feest sowie Cross Cult.
- Aliens Band 1: Royal Jelly (1994, Egmont Manga & Anime, Original: Hive #1–2)
- Aliens Band 2: Das Nest (1994, Egmont Manga & Anime, Original: Hive #3–4)
- Aliens Band 3: Erlösung (1995, Egmont Manga & Anime, Original: Salvation)
- Aliens Band 4: Das Labyrinth (1995, Egmont Manga & Anime, Original: Labyrinth #1–2)
- Aliens Band 5: Der Alptraum (1996, Egmont Manga & Anime, Original: Labyrinth #3–4)
- Aliens Classics 1 (2007, Cross Cult, beinhaltet Salvation, Survival, Earth Angel, Glass Corridor)
- Aliens Classics 2 (2008, Cross Cult, beinhaltet Alchemy, Wraith und die Adaption von Alien – Die Wiedergeburt)
- Aliens Classics 3 (2008, Cross Cult, beinhaltet Mondo Pest, Mondo Heat, Hive)
- Aliens Nekropolis (2010, Cross Cult, Original: Aliens More Than Human)

## Crossover-Auftritte
Die Alienwesen treten ebenfalls in mehreren Crossover-Comicreihen auf, in denen sie gegen andere bekannte Comicfiguren kämpfen. Hierzu zählen unter anderem:
- Aliens vs. Predator
- Superman vs. Aliens
- Aliens vs. Predator vs. The Terminator
- Green Lantern vs. Aliens
- Judge Dredd Vs. Aliens: Incubus